# باغ امیدسالار
باغ امید سالار مربوط به اواخر دوره قاجار است و در ابرکوه، محله نظامیه، باغ محله واقع شده و این اثر در تاریخ ۱۶ دی ۱۳۸۷ با شمارهٔ ثبت ۲۴۴۳۱ به‌عنوان یکی از آثار ملی ایران به ثبت رسیده است.